# Trebuhiv, Brovarî
Trebuhiv (în ucraineană Требухів) este localitatea de reședință a comunei Trebuhiv din raionul Brovarî, regiunea Kiev, Ucraina. În secolul al XIX-lea, satul făcea parte din volostul Hoholiv, uezdul Oster.

## Demografie
Componența lingvistică a localității Trebuhiv
     Ucraineană (98,23%)
     Rusă (1,55%)
     Alte limbi (0,11%)
Conform recensământului din 2001, majoritatea populației localității Trebuhiv era vorbitoare de ucraineană (98,23%), existând în minoritate și vorbitori de rusă (1,55%).